# Izzie's Way Home
Izzie's Way Home es una película estadounidense de aventuras de fantasía animada por computadora directa a video de 2016 producida por The Asylum. Es la primera película animada de The Asylum, es una parodia cinematográfica de la película Buscando a Dory, de Pixar Animation Studios.

## Sinopsis
Izzie es un pez que vive con su padre Harold en un acuario, y con frecuencia es intimidada por otros peces en los alrededores. Harold intenta proteger a Izzie de ser devuelta al océano por el humano que mantiene el acuario, ya que ese mismo evento es lo que los separó de la madre de Izzie. Izzie y Harold terminan siendo devueltos al mar y se separan durante la erupción de un volcán submarino. Un bote que sostiene el acuario se vuelca, lo que hace que los otros peces se derramen en las aguas. Izzie se hace amiga de los otros peces mientras ella y su padre se buscan.

## Reparto
- Bonnie Dennison como Izzie, una joven reina púrpura anthias.
- Tom Virtue como Harold, el padre de Izzie y Jimmy el pulpo.
- Tori Spelling como April, un pez roca canario.
- Zack Ward como Thurston, un pez luna plateado con acento británico.
- Joey Fatone como Carl, el pepino de mar.
- Dawn Richard como Ginger / Carmel / Marcie un trío de peces de colores.
- Lynne Marie Stewart como Clara, la madre de Izzie y Beatrice, un tiburón duende.
- Camille Licate como June, un caballito de mar barrigón y Mona, una morena verde anciana.
- Paul M. Walker como Seymour, un pez globo.
- Kim Little como Kristin, una sunset anthias.